# Nørbæk Sogn
Nørbæk Sogn er et sogn i Randers Nordre Provsti (Århus Stift).
I 1800-tallet var Sønderbæk Sogn og Læsten Sogn annekser til Nørbæk Sogn. Alle 3 sogne hørte til Sønderlyng Herred i Viborg Amt. Nørbæk-Sønderbæk-Læsten sognekommune blev ved kommunalreformen i 1970 indlemmet i Purhus Kommune, som ved strukturreformen i 2007 indgik i Randers Kommune.
I Nørbæk Sogn ligger Nørbæk Kirke og Nørbæk Efterskole, som blev etableret i 1962 og er Danmarks ældste ordblinde-efterskole.
I sognet findes følgende autoriserede stednavne:
- Nørbæk (bebyggelse, ejerlav)
- Nørbæk Mark (bebyggelse)
- Nørbæk Skovager (bebyggelse)
- Ryttergårde (bebyggelse)